# Helmut Reisen
Helmut Reisen (* 20. Juli 1950 in Viersen) ist ein deutscher Ökonom. Reisen war bis September 2012 Forschungsdirektor am Entwicklungszentrum Development Center der OECD in Paris. Seitdem betreibt er ein volkswirtschaftliches und entwicklungspolitisches Beratungsunternehmen in Berlin. Außerdem ist er Titularprofessor für Wirtschaftswissenschaften an der Universität Basel und Assoziierter Wissenschaftler am Deutschen Institut für Entwicklungspolitik.

## Leben
In den 1990er Jahren wurde Reisen international bekannt als Experte zu Fragen der Schwellenländer, Ratingagenturen und Entwicklungsfinanzierung. Er ist Architekt und Mitautor der ersten Studie OECD-Perspektiven zur globalen Entwicklung, die 2010 erschien. Einem breiteren Publikum ist Helmut Reisen bekannt durch seine Kolumnen in der Zeitschrift Internationale Politik und im europäischen Politikportal voxeu.org des Centre for Economic Policy Research, wo er sich einen Namen als Vordenker zu Globalisierung, Währungssystem und Entwicklung gemacht hat. Reisens aktuelles Schriftenverzeichnis findet sich bei Research Papers in Economics. Prof. Reisen ist Mitglied Gesellschaft für Wirtschafts- und Sozialwissenschaften (Verein für Socialpolitik), Entwicklungsländerausschuss.
Das Erste strahlte erstmals am 26. April 2010 den Dokumentarfilm Der Afrikanische Patient – Wunderheiler China? aus, an dem Reisen als wissenschaftlicher Berater und Interviewpartner maßgeblich beteiligt war.
Seit dem 1. Oktober 2012 betreibt Reisen eine Beratungsgesellschaft mit Sitz in Berlin, welche Entwicklungsministerien, Entwicklungsbanken und Stiftungen berät.
Unter anderem berät er das Bundesministerium für Wirtschaft und Zusammenarbeit (BMZ), die Afrikanische Entwicklungsbank und die Bertelsmann Stiftung. Seit 2017 berät er Gilbert Houngbo, den Präsidenten des Internationalen Fonds für landwirtschaftliche Entwicklung IFAD.

## Ehrungen
- 1993: Bronze, Amex Bank Review essay competition in international finance ("Integration with Disinflation")
- 1994: Bronze, Amex Bank Review essay competition in international finance ("On the Wealth of Nations and Retirees")